# Юко Итихара
Юко Итихара (яп. 壱原侑子 Итихара Ю:ко, Ichihara Yuuko) — персонаж аниме и манги ×××HOLiC, созданный группой CLAMP. Она также играет важную роль в сюжете манги Tsubasa: Reservoir Chronicle.

## Описание персонажа
Юко — загадочная, эксцентричная и могущественная волшебница. 
В параллельных мирах она известна под многими именами, в частности, «Колдунья пространственных измерений» или «Колдунья Дальнего Востока». В ×××HOLiC она использует псевдоним «Юко Итихара», однако, настоящее имя остаётся неизвестным. 
Первый иероглиф 侑 её имени переводится как «помогать, содействовать», что отражает роль Юко в ×××HOLiC: она поддерживает главного героя Кимихиро Ватануки своими советами, становится ему наставницей.
Она умеет предсказывать будущее и посылать людей в параллельные миры.
Юко Итихара владеет маленьким магазинчиком в Токио и занимается тем, что исполняет желания посетителей — разумеется, не безвозмездно, так как каждое желание имеет свою цену. Кимихиро Ватануки, которого преследовали злые духи, избавился от них в обмен на обещание работать в магазине. В результате, Ватануки становится кем-то вроде домохозяйки и адъютанта в одном лице: он готовит, стирает, убирает, бегает по мелким поручениям и иногда помогает Юко выполнять более важную работу.
Причёска Юко называется «Стрижка принцессы» (яп. 姫カット химэ катто) — лицо обрамляют абсолютно прямые волосы, коротко подстриженные у щёк, прямая чёлка падает на лоб. Остальные волосы, обычно довольно длинные, также выпрямляются. Эта стрижка весьма распространена среди героев аниме и манги. В Японии она вошла в моду период Хэйан, когда женщины благородного происхождения могли отращивать волосы на протяжении всей жизни.
Юко любит модно одеваться и постоянно меняет костюмы. Кроме того, она обожает вкусную еду и сакэ, которое пьёт в неумеренных количествах, а наутро мучается похмельем.